# Skála (Věž)
Skála (německy Skala) je vesnice v okrese Havlíčkův Brod v Kraji Vysočina, která je součástí obce Věž.
Ves se nachází na hlavní silnici mezi Havlíčkovým Brodem a Humpolcem. Její dominanty tvoří kostel Nanebevzetí P. Marie a komín, na kterém hnízdí čápi. Ve Skále byla u odbočky z hlavní silnice na Boňkov hospoda U Čápa, ale několik posledních let není v provozu. Osadou protéká Perlový potok, který je levostranným přítokem řeky Sázavy.